# 金昂平
金 昂平（キム アンピョン、2002年8月16日 - ）は、ジャパンラグビーリーグワンの日野レッドドルフィンズに所属しているラグビーユニオン選手。

## 略歴
小6から、アウル洛南ジュニアラグビーフットボールクラブ（京都府京都市）でラグビーを始める。
京都市立伏見中学校から大阪朝鮮高級学校（高校）に進学。高1、高3で花園（全国高等学校ラグビーフットボール大会）に出場した。高3の花園1回戦ではハットトリック（3トライ）を達成し、ベスト4となり優秀選手に選ばれた。
明治大学に進み、1年時・2年時はセブンズや関東大学春季大会に出場。4年時には関東ラグビーフットボール協会100周年記念大会に東軍学生代表で出場し、関東大学対抗戦と大学選手権には先発のフルバックやウィングで出場した。
2025年2月3日、ジャパンラグビーリーグワンのレッドハリケーンズ大阪へ、アーリーエントリーでの加入を発表した。同年3月、明治大学卒業。